# McLendon-Chisholm
McLendon-Chisholm – miasto w Stanach Zjednoczonych, w stanie Teksas, w hrabstwie Rockwall.